# 沃德-高橋恆等式
在量子場論中，沃德-高橋恆等式是一個藉由理論的全域或規範對稱性來聯繫不同關聯方程的恆等式，其不受重整化影響。
沃德-高橋恆等式一開始是由約翰·克萊夫·沃德和高橋康提出，在量子電動力學中用以連結電子的波函數重整化和節點重整化，這保證了在微擾理論的任意階下兩者產生的紫外發散皆會對消。之後也被延伸用於證明在微擾理論中任意階下的戈德斯通定理。
廣義來說，沃德-高橋恆等式是量子化版本的諾特定理，將守恆流與連續性對稱作聯繫。在量子場論中這樣的對稱性幾乎都會產生廣義的沃德-高橋恆等式，其在量子層級下要求物理量的對稱性。在閱讀如麥可·佩斯金和丹尼爾·施羅德撰寫的課本時，此廣義版本應與原始的沃德-高橋恆等式作區分。
以下的討論將使用量子電動力學作例子考慮一阿貝爾理論中的沃德-高橋恆等式。在非阿貝爾理論中，如量子色動力學，對應的恆等式被稱作斯拉夫諾夫-泰勒恆等式。

## 沃德-高橋恆等式
沃德-高橋恆等式應用於動量空間中的關聯方程，其中並無要求全部的外部動量要在殼。令
{\displaystyle {\mathcal {M}}(k;p_{1}\cdots p_{n};q_{1}\cdots q_{n})=\epsilon _{\mu }(k){\mathcal {M}}^{\mu }(k;p_{1}\cdots p_{n};q_{1}\cdots q_{n})}
為一量子電動力學中的關聯方程（使用愛因斯坦求和約定）。其中包含一帶有動量 {\displaystyle k}、極化向量 {\displaystyle \epsilon _{\mu }(k)} 的外部光子、 {\displaystyle n} 個動量為 {\displaystyle p_{1}\cdots p_{n}} 的初始態電子、和 {\displaystyle n} 個動量為 {\displaystyle q_{1}\cdots q_{n}} 的末態電子。另外定義 {\displaystyle {\mathcal {M}}_{0}} 為移除該光子後的關聯方程，則沃德-高橋恆等式給出
{\displaystyle k_{\mu }{\mathcal {M}}^{\mu }(k;p_{1}\cdots p_{n};q_{1}\cdots q_{n})=e\sum _{i}\left[{\mathcal {M}}_{0}(p_{1}\cdots p_{n};q_{1}\cdots (q_{i}-k)\cdots q_{n})\right.}
{\displaystyle \left.-{\mathcal {M}}_{0}(p_{1}\cdots (p_{i}+k)\cdots p_{n};q_{1}\cdots q_{n})\right]}
其中 {\displaystyle e} 代表基本電荷（帶負號）。可發現當 {\displaystyle {\mathcal {M}}} 中每個外部電子皆在殼時，恆等式的右手邊中各項皆會有一外部電子離殼，因此不會對散射矩陣產生貢獻。

## 沃德恆等式
沃德恆等式是沃德-高橋恆等式在討論散射矩陣時的特殊形式。其描述物理上可能的散射過程，因此所有外部粒子皆在殼。再次令 {\displaystyle {\mathcal {M}}(k)=\epsilon _{\mu }(k){\mathcal {M}}^{\mu }(k)} 為某個量子電動力學過程的機率幅，其中含有一帶動量 {\displaystyle k}、極化向量 {\displaystyle \epsilon _{\mu }(k)} 的外部光子。則沃德恆等式給出
{\displaystyle k_{\mu }{\mathcal {M}}^{\mu }(k)=0}
物理上，此恆等式代表 ξ 規範中縱向的極化向量是不符合物理的，不應存在於散射矩陣中。
此恆等式可應用在限制量子電動力學中真空極化和電子節點方程的張量結構。

## 推導
在路徑積分表述中，沃德-高橋恆等式源自測度泛函規範變換下的不變性。精確來說，若考慮某規範變換 {\displaystyle \varepsilon } 產生的影響 {\displaystyle \delta _{\varepsilon }} （此處僅要求測度泛函在轉換下維持不變）, 則
{\displaystyle \delta _{\varepsilon }\int \left({\mathcal {F}}e^{iS}\right){\mathcal {D}}\phi =\int \delta _{\varepsilon }\left({\mathcal {F}}e^{iS}\right){\mathcal {D}}\phi =0}
其中 {\displaystyle S} 是作用量、{\displaystyle {\mathcal {F}}} 是由場 {\displaystyle \phi } 組成的泛函。若該規範變換對應到一全域對稱性，則在忽略邊界項後會有一守恆流 {\displaystyle J}
{\displaystyle \delta _{\varepsilon }S=\int \left(\partial _{\mu }\varepsilon \right)J^{\mu }\mathrm {d} ^{d}x=-\int \varepsilon \partial _{\mu }J^{\mu }\mathrm {d} ^{d}x}
因此，沃德-高橋恆等式變為
{\displaystyle \langle \delta _{\varepsilon }{\mathcal {F}}\rangle -i\int \varepsilon \langle {\mathcal {F}}\partial _{\mu }J^{\mu }\rangle \mathrm {d} ^{d}x=0}
此為諾特定理 {\displaystyle \partial _{\mu }J^{\mu }=0} 在量子場論下的版本。